# Тетовска търговско-индурстиална банка
Тетовската търговско-индурстиална банка (на сръбски: Тетовска трговско-индурстиска банка) е банка, съществувала в град Тетово, Кралството на сърби, хървати и словенци.

## История
Банката е основана с капитал от 1 милион динара, поделени на 2000 акции от по 500 динара. До 1928 година капиталът е увеличен на 4 милиона динара в акции. Банката се занимава с банково-обменни дейности, даване на кредити по платежни и по текущи сметки.